# Teorema π de Vaschy-Buckingham
O teorema π de Vaschy-Buckingham é um teorema central na análise dimensional. Estabelece que, se em uma equação física envolvendo um certo número n de variáveis físicas dimensionais, sendo que estas variáveis são representadas por r dimensões físicas fundamentais independentes, a equação do processo ou sistema físico pode ser re-escrita como uma equação de p = n - r variáveis adimensionais (parâmetros π), construídas a partir das variáveis originais.
Isso provê um método para calcular conjuntos de parâmetros adimensionais a partir das variáveis dimensionais dadas, mesmo se a forma da equação do sistema ou processo físico é ainda desconhecida.
Encontrar parâmetros adimensionais em um problema pode simplificá-lo e até mesmo resolvê-lo.
Este teorema, hoje conhecido como "teorema π", foi pela primeira vez enunciado por Aimé Vaschy, em 1892, no artigo "Sobre as leis da semelhança em física". Vinte e dois anos após o enunciado, foi publicado em 1914 o famoso artigo de Edgar Buckingham : "Sobre sistemas fisicamente semelhantes: ilustrações do uso de equações dimensionais".

Teorema dos π de Buckingham

Dado um problema físico onde a variável dependente é função de n-1 variáveis independentes, para o qual sabemos que existe uma
 relação do tipo:

q1 = f(q2, q3, ... qn)

onde:
q1: variável dependente;

f(...): relação funcional (desconhecida);

(q2,q3,...,qn): variáveis independentes;

ou também:  g(q1, q2, ... qn)= 0

O teorema π estabelece que:

Dada uma relação entre n variáveis da forma:

g(q1, q2, ... qn)= 0

estas n variáveis podem ser agrupadas em n-m razões adimensionais independentes, ou parâmetros π, expressados sob a forma funcional :

G (π1, π2, ..., πn-m) = 0

O número m é usualmente igual ao menor número de grandezas independentes (M, L, t, etc.) necessárias para especificar as dimensões das variáveis q1, q2, q3, ... qn.

Determinação dos grupos π (6 passos)

1º Passo – Liste todos os parâmetros envolvidos

Se nem todos os parâmetros pertinentes forem incluídos, uma relação será obtidas, mas não fornecerá a história completa.

2º Passo – Selecione um conjunto de dimensões fundamentais (primárias)

P.ex. M, L, t

3º Passo – Liste as dimensões de todos os parâmetros os parâmetros em termos das dimensões primárias

4º Passo – Selecione da lista um número de parâmetros que se repetem, igual ao número de dimensões primárias, e incluindo todas as dimensões primárias

5º Passo – Estabeleça equações dimensionais combinando os parâmetros selecionados no passo 4 com cada um dos outros parâmetros a fim de formar grupos adimensionais (Haverá n-m equações)

6º Passo – Verifique, a fim de assegurar que cada grupo obtido é adimensional.